# Nigronia fasciata
Nigronia fasciata är en insektsart som först beskrevs av Walker 1853.  Nigronia fasciata ingår i släktet Nigronia och familjen Corydalidae. Inga underarter finns listade i Catalogue of Life.